# Курналинское сельское поселение
Курналинское се́льское поселе́ние — муниципальное образование в Алексеевском районе Татарстана Российской Федерации.
Административный центр — село Сухие Курнали.

## История
Статус и границы сельского поселения установлены Законом Республики Татарстан от 31 января 2005 года № 11-ЗРТ «Об установлении границ территорий и статусе муниципального образования "Алексеевский муниципальный район" и муниципальных образований в его составе».

## Население
| 2010 | 2011 | 2012 | 2013 | 2014 | 2015 | 2016 |
| ---- | ---- | ---- | ---- | ---- | ---- | ---- |
| 349  | ↘347 | ↘332 | ↘316 | ↘305 | ↘295 | ↘289 |
| 2017 | 2018 |      |      |      |      |      |
| ↘280 | ↘276 |      |      |      |      |      |

## Состав сельского поселения
| № | Населённый пункт | Тип населённого пункта       | Население |
| - | ---------------- | ---------------------------- | --------- |
| 1 | Сухие Курнали    | село, административный центр | ↘280      |

## Известные уроженцы
- Кутлин, Заки Юсупович (1900—1942) — советский военачальник, генерал-майор (1942).
- Хайруллин, Хабибулла Набиуллович  (1923—1945) — Герой Советского Союза (1945).